# أصول الشاشي
أصول الشاشي هو كتاب في أصول الفقه حسب المذهب الحنفي. يُدرّس الكتاب كجزء أساسي ضمن منهج الطلاب في العديد من المعاهد الدينية الإسلامية، وخاصةً في جنوب آسيا. ويوجد جدل حول هوية مؤلف العمل إذا ما كان أحمد بن محمد بن إسحاق الشاشي نظام الدين أبو علي أو محمد فيض الحسن الكنكوهي .
يحتوي الكتاب على تلك الفصول وينقسم كل منها إلى عدة أبحاث:
- المقدمة
- ترجمة المؤلف
- التعريف بأصول الفقه
- فصل في الخاص والعام
- فصل في المطلق والمقيد
- فصل في المشترك والمؤول
- فصل في الحقيقة والمجاز
- فصل في تعريف طريق الاستعارة
- فصل في الصريح والكناية
- فصل في المتقابلات
- فصل فيما يترك به حقائق الألفاظ وما يترك به حقيقة اللفظ خمسة أنواع
- فصل في متعلقات النصوص
- فصل في الأمر
- فصل الأمر بالفعل لا يقتضي التكرار
- فصل الأمر بالشيء يدل على حسن المأمور به
- فصل الواجب بحكم الأمر نوعان
- فصل في النهي
- فصل في تعريف طريق المراد بالنصوص
- فصل الفاء للتعقيب مع الوصل
- فصل ثم للتراخي
- فصل بل
- فصل لكن للاستدراك بعد النفي
- فصل ( أو )
- فصل حتى للغاية
- فصل إلى لانتهاء الغاية
- فصل كلمة على
- فصل كلمة في
- فصل حرف الباء للإلصاق
- فصل في وجوه البيان
- فصل في بيان التفسير
- فصل وأما بيان الضرورة
- فصل وأما بيان الحال
- فصل وأما بيان العطف
- فصل وأما بيان التبديل
- فصل في أقسام الخبر
- فصل : ثم بعد ذلك نوع من الإجماع وهو عدم القائل بالفصل
- فصل الواجب على المجتهد
- فصل في القياس
- فصل شروط صحة القياس خمسة
- فصل القياس الشرعي
- فصل الأسولة المتوجهة على القياس ثمانية
- فصل الحكم
- فصل : قال القاضي الإمام أبو زيد الموانع أربعة أقسام
- فصل الاحتجاج بلا دليل